# 柯柯盐湖
柯柯盐湖是一个位于中国青海省乌兰县的湖泊，面积约为26.1平方千米。